# ورماکلیخید
ورماکلیخید (به لاتین: Vermaaklikheid) یک شهرک در آفریقای جنوبی است که در Hessequa Local Municipality واقع شده‌است.